# Nordische Junioren-Skiweltmeisterschaften 1990
Die 13. Nordischen Junioren-Skiweltmeisterschaften 1990 fanden vom 28. März bis zum 1. April 1990 im tschechoslowakischen Štrbské Pleso und im französischen Les Saisies statt. Damit war die Tschechoslowakei nach 1976 (Liberec) zum zweiten Mal Ausrichter dieses wichtigsten Nachwuchswettbewerbes im nordischen Skisport. Während in Les Saises die Skilanglaufwettbewerbe durchgeführt wurden, fanden in Štrbské Pleso die Wettbewerbe im Spezialspringen und in der Nordischen Kombination statt.
Erfolgreichste Nation der Wettkämpfe wurde die Sowjetunion mit zwei Gold-, zwei Silber- und drei Bronzemedaillen, wobei die Osteuropäer sämtliche ihrer Medaillen bei den Skilanglaufwettbewerben in Les Saisies gewannen. Ebenfalls je zwei Goldmedaillen gewannen die DDR (im Skilanglauf), Norwegen (in der Nordischen Kombination) und Österreich (im Spezialspringen). Diese gewannen jedoch weniger weitere Medaillen als die Sowjets.

## Wettkampfstätten
Die Skisprungwettbewerbe und das Springen der Nordischen Kombination wurden auf der MS 1970 B ausgetragen, die für die Nordische Skiweltmeisterschaften 1970 gebaut worden war. Die Skilanglaufwettbewerbe der Kombinierer fanden auf den Loipen der Umgebung statt. Hingegen wurden die Skilanglaufwettbewerbe der Spezialisten auf Loipen im französischen Les Saisies durchgeführt.

## Skilanglauf Junioren

### 10 km klassisch
| Platz | Sportler              | Land                            | Zeit (min) |
| ----- | --------------------- | ------------------------------- | ---------- |
| 1     | Jiří Kvapil           | Tschechoslowakei                | 29:55,4    |
| 2     | Wladimir Tortschinski | Sowjetunion                     | 29:57,6    |
| 3     | Stefan Alraun         | BR Deutschland                  | 30:07,5    |
| 4     | Janko Neuber          | Deutsche Demokratische Republik | 30:21,1    |
| 5     | Fabio Maj             | Italien                         | 30:24,1    |
| 6     | Witali Rudenko        | Sowjetunion                     | 30:31,9    |
| 7     | Andreas Ringhofer     | Österreich                      | 30:34,3    |
| 8     | Gudmund Skjeldal      | Norwegen                        | 30:43,3    |
| 8     | Wladimir Legotin      | Sowjetunion                     | 30:43,3    |
| 10    | Marko Kinnunen        | Finnland                        | 30:50,8    |
| 13    | Jens Dietel           | Deutsche Demokratische Republik | 30:58,8    |
| 14    | Jakob Graber          | Österreich                      | 30:59,0    |
| 17    | Michael Popp          | BR Deutschland                  | 31:04,9    |
| 26    | Isidor Haas           | Schweiz                         | 31:56,1    |
| 29    | Markus Hasler         | Liechtenstein                   | 32:01,9    |
| 35    | Heinz Ranalter        | Österreich                      | 32:11,1    |
| 37    | Ulrich Kittelberger   | BR Deutschland                  | 32:17,2    |
| 41    | Matthias Grünwald     | Deutsche Demokratische Republik | 32:24,8    |
| 43    | Jens Neuber           | Deutsche Demokratische Republik | 32:34,8    |
| 45    | Kurt Steiner          | Schweiz                         | 32:53,2    |
| 49    | Lukas Kalbermatten    | Schweiz                         | 33:14,9    |
| 51    | Reto Bachmann         | Schweiz                         | 33:17,5    |
| 52    | Michael Schenk        | Österreich                      | 33:18,3    |
| 54    | Christoph Körner      | BR Deutschland                  | 33:21,7    |

Datum: 30. März 1990
 Es waren 74 Läufer am Start.

### 30 km klassisch
| Platz | Sportler              | Land                            | Zeit (std) |
| ----- | --------------------- | ------------------------------- | ---------- |
| 1     | Johann Mühlegg        | BR Deutschland                  | 1:28:05,4  |
| 2     | Anders Eide           | Norwegen                        | 1:28:50,4  |
| 3     | Waleri Rodochlebow    | Sowjetunion                     | 1:29:09,1  |
| 4     | Wladimir Legotin      | Sowjetunion                     | 1:29:45,5  |
| 5     | Gudmund Skjeldal      | Norwegen                        | 1:30:02,8  |
| 6     | Vidar Lofshus         | Norwegen                        | 1:30:38,1  |
| 7     | Maurizio Pozzi        | Italien                         | 1:30:42,1  |
| 8     | Witali Rudenko        | Sowjetunion                     | 1:30:54,5  |
| 9     | Wladimir Tortschinski | Sowjetunion                     | 1:31:19,0  |
| 10    | Juha Hauta-Aho        | Finnland                        | 1:31:19,0  |
| 20    | Markus Hasler         | Liechtenstein                   | 1:34:28,0  |
| 23    | Andreas Ringhofer     | Österreich                      | 1:34:39,0  |
| 28    | Peter Schlickenrieder | BR Deutschland                  | 1:35:25,4  |
| 32    | Jens Dietel           | Deutsche Demokratische Republik | 1:36:22,1  |
| 37    | Janko Neuber          | Deutsche Demokratische Republik | 1:38:09,8  |
| 38    | Markus Grininger      | Österreich                      | 1:38:29,7  |
| 40    | Walter Grotz          | BR Deutschland                  | 1:39:16,4  |
| 41    | Matthias Grünwald     | Deutsche Demokratische Republik | 1:39:22,6  |
| 43    | Jens Neuber           | Deutsche Demokratische Republik | 1:40:26,2  |
| 44    | Stefan Alraun         | BR Deutschland                  | 1:40:28,0  |
| 49    | Lukas Kalbermatten    | Schweiz                         | 1:42:14,0  |
| 50    | Patrick Mächler       | Schweiz                         | 1:42:23,0  |
| 57    | Isidor Haas           | Schweiz                         | 1:44:27,4  |

Datum: 28. März 1990
 Es waren 74 Läufer am Start.

### 4 × 10 km Staffel
| Platz | Sportler                                                                 | Land                            | Zeit (std) |
| ----- | ------------------------------------------------------------------------ | ------------------------------- | ---------- |
| 1     | Jens Dietel Janko Neuber Matthias Grünwald Jens Neuber                   | Deutsche Demokratische Republik | 2:00:31,0  |
| 2     | Wladimir Tortschinski Wladimir Legotin Waleri Rodochlebow Waleri Rudenko | Sowjetunion                     | 2:00:35,4  |
| 3     | Stefan Alraun Michael Popp Johann Mühlegg Peter Schlickenrieder          | BR Deutschland                  | 2:01:39,8  |
| 8     | Jakob Graber Heinz Ranalter Markus Grininger Andreas Ringhofer           | Österreich                      | 2:04:48,2  |
| 11    | Isidor Haas Kurt Steiner Lukas Kalbermatten Patrick Mächler              | Schweiz                         | 2:10:32,6  |

Datum: 31. März 1990
 Es waren 16 Teams am Start.

## Skilanglauf Juniorinnen

### 5 km klassisch
| Platz | Sportler           | Land                            | Zeit (min) |
| ----- | ------------------ | ------------------------------- | ---------- |
| 1     | Olga Danilowa      | Sowjetunion                     | 15:19,9    |
| 2     | Iveta Zelingerová  | Tschechoslowakei                | 15:36,6    |
| 3     | Walentina Smirnowa | Sowjetunion                     | 15:50,7    |
| 4     | Olga Kosmatschewa  | Sowjetunion                     | 16:13,5    |
| 5     | Gabriele Heß       | Deutsche Demokratische Republik | 16:14,7    |
| 6     | Rajka Henke        | Deutsche Demokratische Republik | 16:16,1    |
| 7     | Cecilie Mjøen      | Norwegen                        | 16:22,6    |
| 8     | Katrin Apel        | Deutsche Demokratische Republik | 16:23,1    |
| 9     | Lucie Bucharova    | Tschechoslowakei                | 16:25,9    |
| 10    | Laila Tronstad     | Norwegen                        | 16:26,4    |
| 13    | Natascia Leonardi  | Schweiz                         | 16:29,2    |
| 17    | Steffi Kramer      | Deutsche Demokratische Republik | 16:39,6    |
| 18    | Barbara Mettler    | Schweiz                         | 16:42,9    |
| 21    | Michaela Hoch      | BR Deutschland                  | 16:57,9    |
| 29    | Renate Roider      | Österreich                      | 17:05,9    |
| 32    | Heidrun Laner      | Österreich                      | 17:10,4    |
| 33    | Gundula Thiel      | BR Deutschland                  | 17:16,8    |
| 35    | Anke Doppler       | BR Deutschland                  | 17:21,8    |
| 40    | Katja Marent       | Österreich                      | 17:41,3    |
| 41    | Beatrix Beckert    | BR Deutschland                  | 17:42,1    |
| 47    | Beatrice Schranz   | Schweiz                         | 18:10,7    |

Datum: 30. März 1990
Es waren 53 Läuferinnen am Start.

### 15 km klassisch
| Platz | Sportler           | Land                            | Zeit (min) |
| ----- | ------------------ | ------------------------------- | ---------- |
| 1     | Gabriele Heß       | Deutsche Demokratische Republik | 48:02,0    |
| 2     | Soňa Mihoková      | Tschechoslowakei                | 48:40,1    |
| 3     | Olga Danilowa      | Sowjetunion                     | 48:46,8    |
| 4     | Bernadeta Bocek    | Polen                           | 49:01,8    |
| 5     | Elvira Knecht      | Schweiz                         | 49:12,5    |
| 6     | Walentina Smirnowa | Sowjetunion                     | 49:21,0    |
| 7     | Iveta Zelingerová  | Tschechoslowakei                | 49:52,0    |
| 8     | Jaana Ahonen       | Finnland                        | 50:01,8    |
| 9     | Barbara Mettler    | Schweiz                         | 50:19,0    |
| 10    | Florence Geymond   | Frankreich                      | 50:24,9    |
| 19    | Katrin Apel        | Deutsche Demokratische Republik | 51:07,9    |
| 20    | Natascia Leonardi  | Schweiz                         | 51:15,6    |
| 29    | Gundula Thiel      | BR Deutschland                  | 52:30,9    |
| 31    | Katja Marent       | Österreich                      | 52:50,0    |
| 32    | Heidrun Laner      | Österreich                      | 53:06,0    |
| 33    | Renate Roider      | Österreich                      | 53:08,7    |
| 39    | Beatrix Beckert    | BR Deutschland                  | 54:44,5    |
| 41    | Susi Beierer       | BR Deutschland                  | 54:59,8    |

Datum: 28. März 1990
Es waren 47 Läuferinnen am Start.

### 4 × 5 km Staffel
| Platz | Sportler                                                              | Land                            | Zeit (std) |
| ----- | --------------------------------------------------------------------- | ------------------------------- | ---------- |
| 1     | Olga Danilowa Olga Kosmatschewa Irina Pridannikowa Walentina Smirnowa | Sowjetunion                     | 1:04:35,7  |
| 2     | Katrin Apel Steffi Kramer Gabriele Heß Ramona Henke                   | Deutsche Demokratische Republik | 1:05:11,9  |
| 3     | Beatrice Schranz Natascia Leonardi Elvira Knecht Barbara Mettler      | Schweiz                         | 1:05:14,0  |
| 10    | Anke Doppler Michaela Hoch Beatrix Beckert Gundula Thiel              | BR Deutschland                  | 1:10:04,5  |

Datum: 31. März 1990
Es waren 11 Teams am Start.

## Nordische Kombination Junioren

### Gundersen (Normalschanze K 95/10 km)
| Platz | Sportler          | Land                            |
| ----- | ----------------- | ------------------------------- |
| 1     | Trond Einar Elden | Norwegen                        |
| 2     | Falk Schwaar      | Deutsche Demokratische Republik |
| 3     | Christoph Borello | Frankreich                      |
| 4     | Markus Wüest      | Schweiz                         |
| 8     | Hannes Hörler     | Schweiz                         |
| 13    | Jean-Yves Cuendet | Schweiz                         |

Datum: 28. März 1990

### Mannschaft (Normalschanze K95/4 × 5 km)
| Platz | Sportler                                         | Land                            | Punkte |
| ----- | ------------------------------------------------ | ------------------------------- | ------ |
| 1     | Halldor Skard Bjarte Engen Vik Trond Einar Elden | Norwegen                        | 1225,2 |
| 2     | Milan Kučera Jirí Hradil David Soldat            | Tschechoslowakei                | 1218,1 |
| 3     | Enrico Heisig Falk Schwaar Falk Weber            | Deutsche Demokratische Republik | 1206,1 |
| 4     |                                                  | Frankreich                      | 1204,9 |
| 5     | Jean-Yves Cuendet Markus Wüest Hannes Hörler     | Schweiz                         | 1158,1 |
| 6     |                                                  | Sowjetunion                     | 1138,2 |

Datum: 31. März 1990

## Skispringen Junioren

### Normalschanze
| Platz | Sportler           | Land                            | Weite 1 | Weite 2 | Punkte |
| ----- | ------------------ | ------------------------------- | ------- | ------- | ------ |
| 1     | Heinz Kuttin       | Österreich                      | 86,5 m  | 84,0 m  | 216,9  |
| 2     | Roberto Cecon      | Italien                         | 88,0 m  | 81,0 m  | 214,1  |
| 3     | Tomáš Raszka       | Tschechoslowakei                | 85,5 m  | 81,0 m  | 210,1  |
| 4     | Franci Petek       | Jugoslawien                     | 86,0 m  | 79,0 m  | 207,9  |
| 5     | Damjan Fras        | Jugoslawien                     | 82,0 m  | 79,5 m  | 200,1  |
| 6     | Timo Wangler       | BR Deutschland                  | 87,5 m  | 74,5 m  | 196,2  |
| 7     | Steve Delaup       | Frankreich                      | 83,5 m  | 76,0 m  | 194,7  |
| 8     | Esa Könönen        | Finnland                        | 79,0 m  | 78,0 m  | 191,7  |
| 9     | Tomáš Goder        | Tschechoslowakei                | 81,5 m  | 77,0 m  | 190,0  |
| 10    | Øyvind Berg        | Norwegen                        | 80,0 m  | 76,0 m  | 189,5  |
| 10    | Mika Laitinen      | Finnland                        | 80,5 m  | 78,0 m  | 189,5  |
| 12    | Werner Rathmayr    | Österreich                      | 81,5 m  | 74,5 m  | 189,0  |
| 18    | Christof Duffner   | BR Deutschland                  | 73,0 m  | 78,5 m  | 170,1  |
| 20    | Alexander Pointner | Österreich                      | 84,5 m  | 63,5 m  | 168,4  |
| 23    | Ralph Gebstedt     | Deutsche Demokratische Republik | 69,0 m  | 76,5 m  | 162,9  |
| 27    | Jens Greiner-Hiero | Deutsche Demokratische Republik | 77,5 m  | 64,5 m  | 157,7  |
| 28    | Berni Schödler     | Schweiz                         | 70,5 m  | 70,0 m  | 156,4  |
| 29    | Steffen Kuder      | BR Deutschland                  | 78,5 m  | 64,0 m  | 156,3  |
| 23    | Sylvain Freiholz   | Schweiz                         | 65,5 m  | 76,0 m  | 155,1  |
| 33    | Marco Gohlke       | Deutsche Demokratische Republik | 75,5 m  | 64,0 m  | 153,2  |
| 36    | Bruno Reuteler     | Schweiz                         | 75,0 m  | 66,5 m  | 151,6  |
| 38    | Andreas Goldberger | Österreich                      | 75,0 m  | 65,0 m  | 149,8  |
| 44    | Frank Böhme        | Deutsche Demokratische Republik | 71,5 m  | 64,5 m  | 142,5  |
| 46    | Peter Gaffal       | BR Deutschland                  | 68,0 m  | 62,5 m  | 131,9  |
| 48    | Thomas Hösli       | Schweiz                         | 65,5 m  | 61,5 m  | 128,2  |

Datum: 29. März 1990
 Es waren 62 Skispringer am Start.

### Mannschaftsspringen Normalschanze
| Platz | Sportler                                                        | Land                            | Punkte |
| ----- | --------------------------------------------------------------- | ------------------------------- | ------ |
| 1     | Heinz Kuttin Werner Rathmayr Herwig Millonig Alexander Pointner | Österreich                      | 627,1  |
| 2     | Esa Könönen Riku Äyri Mika Laitinen Marko Haarala               | Finnland                        | 596,1  |
| 3     | Damjan Fras Sašo Komovec Tomaž Knafelj Franci Petek             | Jugoslawien                     | 591,9  |
| 4     | Tomáš Raszka Tomáš Goder Libor Sudek František Rydval           | Tschechoslowakei                | 582,1  |
| 5     | Nicolas Michaud Xavier Arpin Steve Delaup Regis Bajard          | Frankreich                      | 561,9  |
| 6     | Roberto Cecon Ivo Pertile Luca Caruso Federico Rigoni           | Italien                         | 556,7  |
| 8     | Ralph Gebstedt Falk Schwaar Marco Gohlke Jens Greiner-Hiero     | Deutsche Demokratische Republik | 540,8  |
| 10    | Timo Wangler Christof Duffner Marc Nölke Steffen Kuder          | BR Deutschland                  | 504,2  |
| 11    | Sylvain Freiholz Bruno Reuteler Berni Schödler Thomas Hösli     | Schweiz                         | 487,2  |

Datum: 30. März 1990
Es waren 14 Teams am Start.

## Nationenwertung
| Platz | Land                            | Gold | Silber | Bronze | Gesamt |
| ----- | ------------------------------- | ---- | ------ | ------ | ------ |
| 1     | Sowjetunion                     | 2    | 2      | 3      | 7      |
| 2     | Deutsche Demokratische Republik | 2    | 2      | 1      | 5      |
| 3     | Norwegen                        | 2    | 1      | 0      | 3      |
| 4     | Österreich                      | 2    | 0      | 0      | 2      |
| 5     | Tschechoslowakei                | 1    | 3      | 1      | 2      |
| 6     | BR Deutschland                  | 1    | 0      | 2      | 3      |
| 7     | Finnland                        | 0    | 1      | 0      | 1      |
| 7     | Italien                         | 0    | 1      | 0      | 1      |
| 9     | Frankreich                      | 0    | 0      | 1      | 1      |
| 9     | Jugoslawien                     | 0    | 0      | 1      | 1      |
| 9     | Schweiz                         | 0    | 0      | 1      | 1      |